# Hammelburg
Hammelburg – miasto w Niemczech, w kraju związkowym Bawaria, w rejencji Dolna Frankonia, w regionie Main-Rhön, w powiecie Bad Kissingen. Leży ok. 15 km na południowy zachód od Bad Kissingen, nad rzeką Soława Frankońska, przy drodze B27, B287 i linii kolejowej Bad Kissingen – Gemünden am Main - Frankfurt nad Menem/Würzburg.

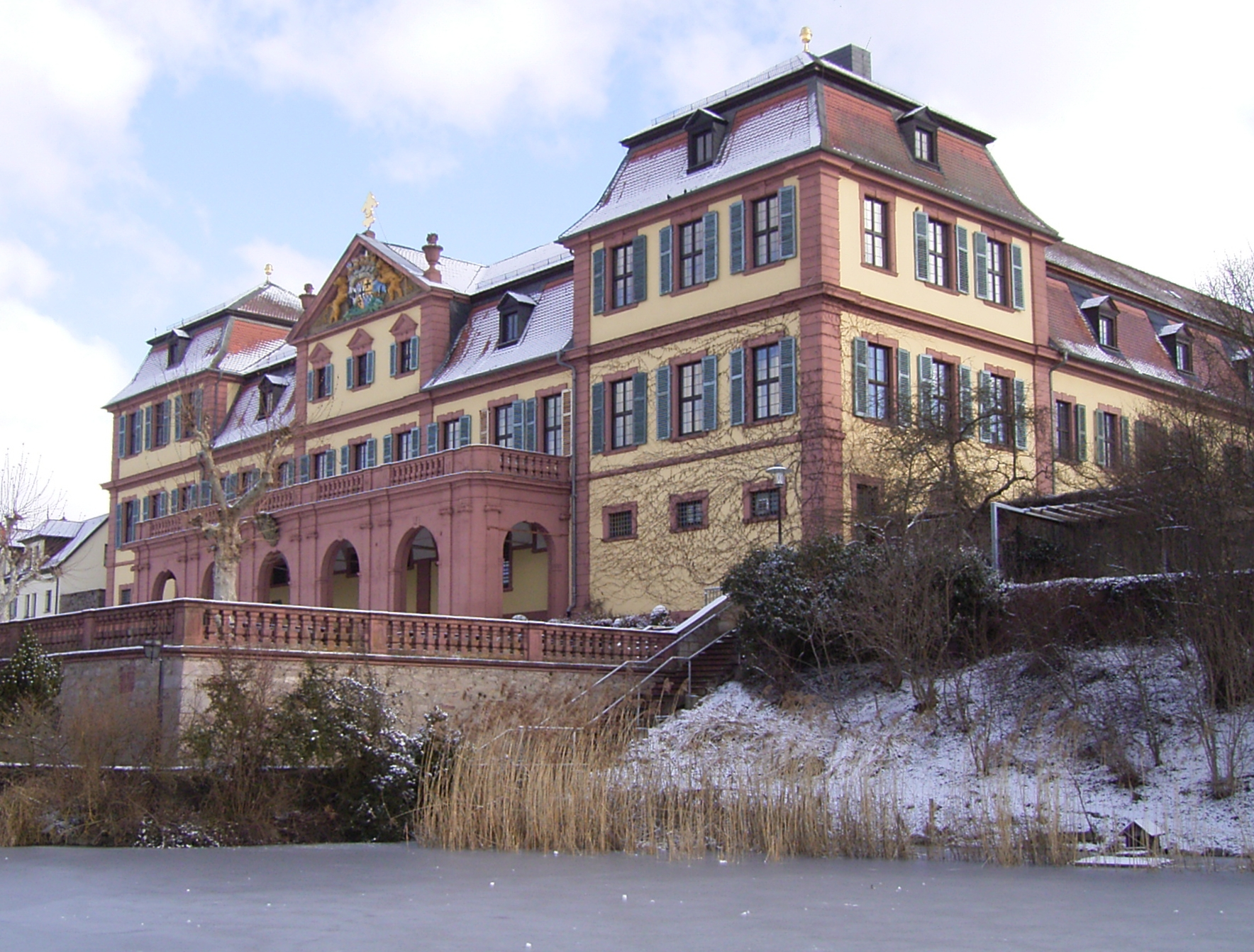
Zamek Hammelburg

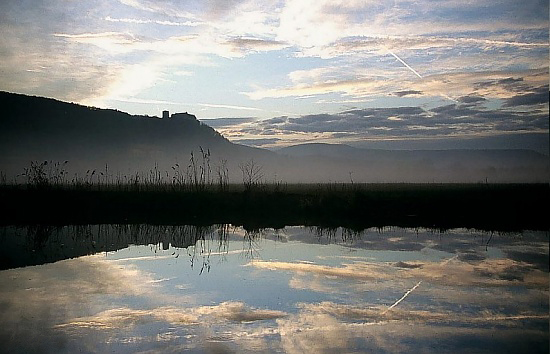
Soława Frankońska

## Dzielnice
W skład miasta wchodzą następujące dzielnice: Diebach, Untererthal, Pfaffenhausen/Lager, Westheim, Gauaschach, Obereschenbach, Obererthal (z Seeshof), Untereschenbach, Feuerthal i Morlesau (z Ochsenthal).

## Polityka
Burmistrzem jest Ernst Stross z SPD.
Rada miasta:
|      | CSU | SPD | CBB-FW | Obywatele dla środowiska | HAB | Lista Młodych | Wolny Związek Wyborczy | Razem     |
| 2002 | 10  | 6   | 4      | 1                        | 1   | 1             | 1                      | 24 miejsc |

## Współpraca
Miejscowość partnerska:
- Turnhout, Belgia od 1974

## Zabytki i atrakcje
- Bawarska Akademia Muzyczna (Bayerische Musikakademie)
- ruiny zamku Trimburg
- zamek Hammelburg
- zamek Saaleck
- Kościół pw. św. Jana Chrzciciela (St. Johannes der Täufer)
- Kościół pw. św. Michała (St. Michael)

## Osoby urodzone w Hammelburgu
- Hans-Josef Fell (ur. 1952), polityk
- Johann Froben (1460 – 1527), drukarz
- Jakob Kaiser (1888 – 1961), polityk
- Georg Ignaz Komp (1828 – 1898), biskup Fuldy, arcybiskup Fryburga Bryzgowijskiego